# Alain Brunet (chercheur)
Pour les articles homonymes, voir Alain Brunet et Brunet.
Le Pr. Alain Brunet est un chercheur québécois en psychologie, expert du trouble de stress post-traumatique. Après avoir occupé divers postes à l'Institut Universitaire en santé mentale Douglas de l'Université McGill, il dirige depuis 2024 le Thompson Institute et son nouveau Centre national de recherche sur le trouble de stress post-traumatique, à l'University of the Sunshine Coast en Australie.

## Vocation
En 1989, Alain Brunet est étudiant à l'Université de Montréal, lorsque survient une fusillade, la pire de l'histoire du Québec en milieu scolaire. Il constate alors combien la prise en charge des victimes de psychotraumatisme relève encore de l'improvisation. Il décide alors de consacrer sa carrière à la prise en charge du stress post-traumatique ou TSPT,,.
En décembre 2005, au congrès de l’ACNP (American College of Neuropsychopharmacology), il présente le résultat de ses premiers travaux : une nouvelle modalité thérapeutique pour le trouble de stress post-traumatique, appelée à devenir la Thérapie de la reconsolidation mnésique (ou Méthode Brunet).

## Thérapie de la reconsolidation
Sa méthode consiste en l'administration un bêta-bloquant, le propranolol, dont la prise conjuguée à la réévocation du souvenir traumatique permet au fil des séances de dépouiller ce souvenir de sa composante émotionnelle. Les recherches nombreuses à ce sujet démontrent une rémission des patients avec plus de 70% de réussite.
Il publie notamment les résultats d'un essai clinique contrôlé sur 60 patients en 2018 : ils montrent une réduction significative des symptômes dans le bras traité par propranolol. La même année, il met en œuvre, en partenariat avec l'AP-HP, une étude d'ampleur pour soigner les victimes des attentats de Paris 2015 et Nice 2016. Les résultats de cette étude, intitulée Paris-Mémoire Vive (Paris-MEM), confirment ceux obtenus jusque-là, et permettent à la Thérapie de la reconsolidation d'obtenir visibilité et notoriété sur le territoire français,,,,.

## Distinctions
En 2015, il a été cité par le magazine GÉO parmi les 16 personnalités qui changent le monde pour le rendre meilleur.
En 2016, il reçoit le Prix annuel de la principale de l'Université McGill pour le rayonnement médiatique.
En 2017, il obtient le Prix du recteur de l'Université McGillpour le rayonnement du savoir dans les médias et auprès du public.
Depuis 2021, il est répertorié sur Expertscape dans le Top 1% des experts mondiaux des troubles liés au stress et au trauma.
Le 16 novembre 2023, Alain Brunet s'est vu remettre le Prix Acfas Léo-Pariseau pour sa Thérapie de la reconsolidation.